# Карл-Прайс-Плац (станция метро)
«Карл-Прайс-Плац» (нем. Karl-Preis-Platz) — станция Мюнхенского метрополитена, расположенная на линии  между станциями «Гизинг» и «Инсбрукер Ринг». Станция находится в районе Рамерсдорф-Перлах (нем. Ramersdorf-Perlach).

## История
Открыта 18 октября 1980 года в составе участка «Шайдплац» — «Нойперлах Зюд». Станция названа, как и площадь рядом с ней, в честь мюнхенского муниципалитета Карла Прайс (нем. Karl Preis).

## Архитектура и оформление
Двухпролётная колонная станция мелкого заложения. Стены станции облицованы округленными серыми цементо-волокнистыми плитами. Пол выложен бетонными блоками в мотиве гальки Изара, потолки облицованы алюминиевыми панелями с двумя рядами ламп. Колонны отделаны серо-бежевым кафелем. Имеет два выхода по обоим концам платформы. Восточный выход ведёт в подземный вестибюль, западный — через пандус, непосредственно на поверхность. Примерно на высоте человеческого роста по всей путевой стене проходит красная полоса.

## Таблица времени прохождения первого и последнего поезда через станцию
|                                    | Воскресенье — Четверг (ч:мм) | Пятница — Суббота (ч:мм) |
|                                    | первый                       |                          |
| последний                          |                              |                          |
| В сторону станции «Гизинг»         | 4:22                         | 4:22                     |
| В сторону станции «Гизинг»         | 1:04                         | 2:04                     |
| В сторону станции «Инсбрукер Ринг» | 4:44                         | 4:44                     |
| В сторону станции «Инсбрукер Ринг» | 1:27                         | 2:27                     |

## Пересадки
Проходят автобусы следующих линий: 55, 144, 145, 155 и ночной N45.
| Предыдущая станция | Расстояние | Линия | Расстояние | Следующая станция |
| ------------------ | ---------- | ----- | ---------- | ----------------- |
| Гизинг             | 1280 м     |       | 868 м      | Инсбрукер Ринг    |